# Ola John
Ola John (Zwedru, 19 de mayo de 1992) es un futbolista liberiano, nacionalizado neerlandés, que juega de delantero.

## Selección nacional
Debutó con la selección de fútbol de los Países Bajos el 6 de febrero de 2013 en un partido contra Italia en calidad de amistoso que finalizó con un resultado de empate a uno tras los goles de Jeremain Lens por parte de los Países Bajos, y de Marco Verratti por parte de Italia.

## Clubes
| Club                                   | País           | Año       | Partidos | Goles |
| -------------------------------------- | -------------- | --------- | -------- | ----- |
| F. C. Twente                           | Países Bajos   | 2010-2012 | 69       | 10    |
| S. L. Benfica                          | Portugal       | 2012-2013 | 51       | 5     |
| Hamburgo S. V. (cedido)                | Alemania       | 2014      | 9        | 0     |
| S. L. Benfica                          | Portugal       | 2014-2015 | 39       | 4     |
| Reading F. C. (cedido)                 | Inglaterra     | 2015-2016 | 33       | 4     |
| Wolverhampton Wanderers F. C. (cedido) | Inglaterra     | 2016      | 3        | 0     |
| Deportivo de La Coruña (cedido)        | España         | 2017      | 11       | 0     |
| S. L. Benfica "B"                      | Portugal       | 2017-2018 | 1        | 1     |
| Vitória Guimarães                      | Portugal       | 2018-2020 | 45       | 1     |
| RKC Waalwijk                           | Países Bajos   | 2020-2021 | 24       | 2     |
| Al-Hazem S. C.                         | Arabia Saudita | 2021-2023 | 56       | 26    |
| Al-Arabi S. C.                         | Arabia Saudita | 2023-2025 | 60       | 15    |